# Héctor Larrea
Héctor Larrea (Bragado, 30 d'octubre de 1938) és un actor, periodista i locutor de ràdio i televisió de l'Argentina amb més de mig segle de trajectòria.
Des de 2003 condueix el programa Una vuelta nacional a AM 870 Radio Nacional (Argentina) de dilluns a divensres de 14 a 17. Des de 2018 treballa a FM Nacional La Folklórica, 98.7 MHz.

## Biografia
Va debutar en l'adolescència en els escenaris del seu poble. Quan va acabar la secundària va viatjar a Buenos Aires, i va completar els seus estudis a l'ISER cap a 1962.
El seu inici va ser a Radio Argentina. La seva carrera televisiva com a actor va ser a Cuatro hombres para Eva, pel canal 13. Després va trobar la seva vocació en el programa La campana de cristal, al costat de Nelly Raymond. En la dècada de 1960 era el presentador oficial del Show de Sandro. Durant aquest període també el va fer amb prestigioses orquestres de tango.
En 1967, va iniciar el programa radial Rapidísimo, que va romandre 30 anys, passant per les ràdios El Mundo, Continental i Rivadavia. El nom es deu al fet que el programa durava mitja hora. Va produir diverses innovacions; va incloure tango, cançons melòdiques i folklore, estils de música poc habituals en aquella època.
En 1986 li va arribar l'oportunitat de conduir Seis para triunfar que va aconseguir en les seves primeres emissions 18 punts de ràting i va romandre set anys a l'aire.
Va treballar en desenes de publicitats com la de la Lotería de Santa Fe a mitjans dels anys 1980.
Va ser un dels primers presentadors argentins que va permetre la participació dels oïdors mitjançant missatges telefònics.
En 2000 i 2001 va ser sotmès a dues delicades operacions per pòlips en els intestins.

## Treballs

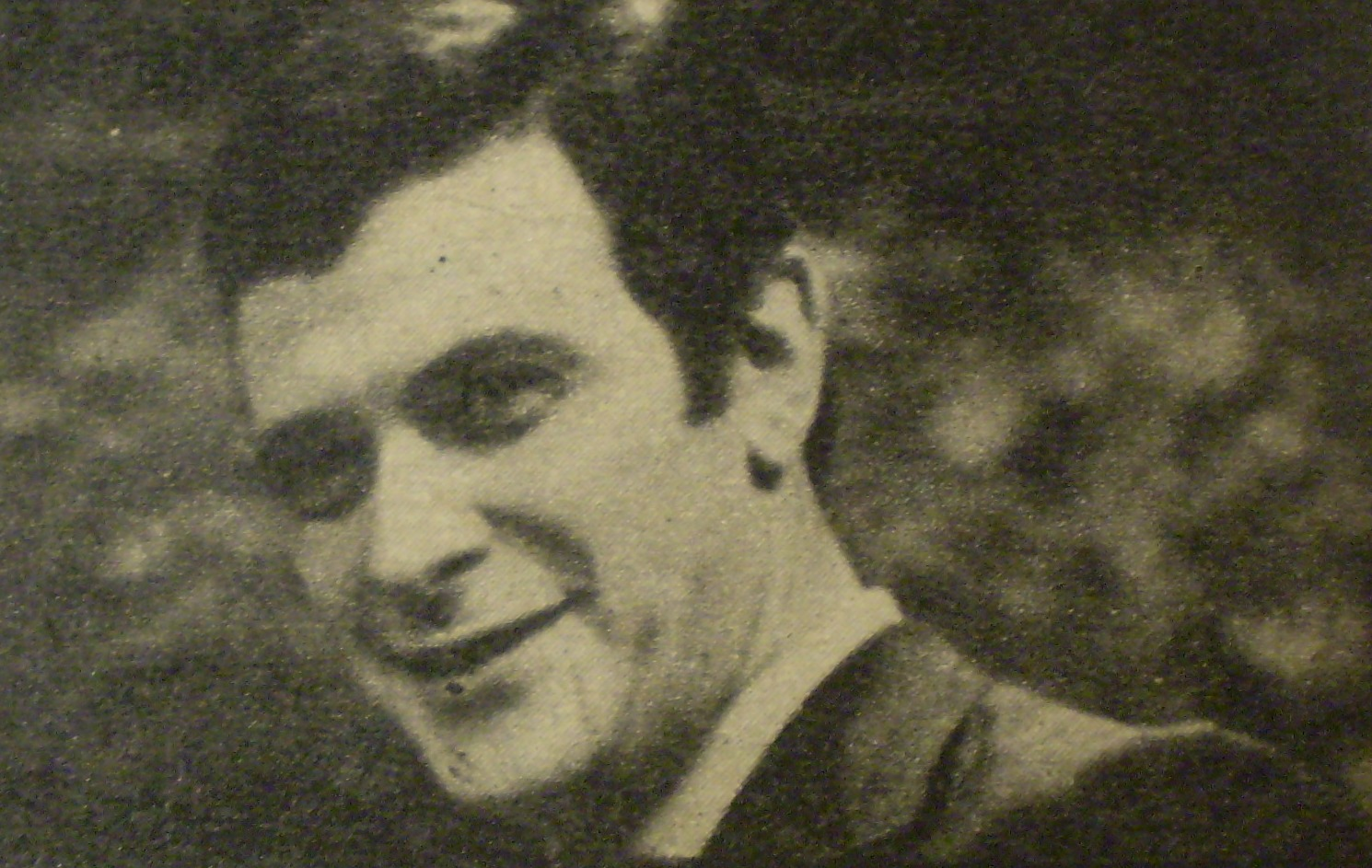
Héctor Larrea en 1970.

### Cinema
- Muchas gracias maestro (1993) (inèdita)

### Televisió
Programes on ha participat:
- 1967: Norteamérica canta, per Canal 13
- 1967: El mundo del espectáculo
- 1968: Humor redondo
- 1969: La campana de cristal
- 1971: Dígalo con mímica
- :El panal de la felicidad, per Canal 9
- 1982-1984: El show de la vida
- 1986-1991: Seis para triunfar
- 1992: Una de Cal y Una de Arena
- 1993: El programa de Larrea
- 1995: Hetítor está en vivo
- 1996: Viernes de ESCO en Familia
- 1999: Waku Waku
- 2002: 3×3
- 2011: Recordando el show de Alejandro Molina.

## Premis
És un dels professionals que més estatuetes de Martín Fierro ha obtingut. L'últim ho va rebre en 2015, en la terna «Labor en conducció masculina» per El espacio de Héctor Larrea. També va guanyar un dels Premis Ondas 1972.